# キャロライン・オブ・ブランズウィック
キャロライン・アメリア・エリザベス・オブ・ブランズウィック＝ウォルフェンビュッテル（Caroline Amelia Elizabeth of Brunswick-Wolfenbüttel, 1768年5月17日 - 1821年8月7日）は、イギリス国王ジョージ4世の王妃。プリンセス・オブ・ウェールズ（1775年 - 1820年）を経て王妃になった。父はハノーヴァー家とは同族のブラウンシュヴァイク＝ヴォルフェンビュッテル公カール・ヴィルヘルム・フェルディナント、母はジョージ3世の姉オーガスタ。ジョージ4世とは従兄妹同士である。ドイツ語名はカロリーネ・フォン・ブラウンシュヴァイク＝ヴォルフェンビュッテル（Caroline von Braunschweig-Wolfenbüttel）。愚王と呼ばれた夫とともに愚王妃と呼ばれたが、離婚を望む王から数々の迫害を受けたことから王妃を擁護する「キャロライン王妃運動」が起こった。

## 生涯
ドイツのブラウンシュヴァイクで生まれた。両親は不仲であり、父親は愛人と暮らしていた。ガヴァネスから教育を受けたが、十分と言えるものではなかった。1794年にプリンス・オブ・ウェールズ（王太子）のジョージと婚約した。
1793年、王太子ジョージの借金は、再三の政府の埋め合わせにもかかわらず40万ポンドに達していた。国王の年間宮廷費が83万ポンドであるのに対し、その半分を彼の借金が占めるという有様である。おまけにジョージは、意中の年上の未亡人フィッツハーバート夫人と1785年に彼女の自宅で秘密裡に結婚式までしていた。夫人はカトリック教徒であったため、ローマ・カトリック教徒と結婚した場合には王位継承権を失うとする 1701年王位継承法に触れる上、25歳未満の王族の結婚は国王の同意がなければ無効とする1772年発令の王室結婚令にかんがみてもこの結婚は無効だった。困り果てた父ジョージ3世は、正式な結婚を王太子に迫り、それを条件に借金の棒引きを持ちかけた。肖像画でその美貌が謳われていたキャロラインをジョージが選び、政略もあり結婚となった。

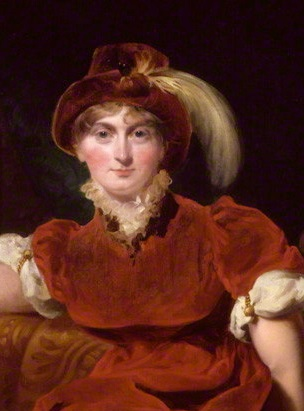
若い頃のキャロライン王妃

1795年、ロンドンに到着したキャロラインと面会したジョージは、彼女の強烈な体臭に面食らったという（日本ほど入浴の習慣のないヨーロッパでは体臭が当たり前だったが、キャロラインは風呂嫌いで有名だった）。キャロラインの方もジョージの異常な肥満体（1791年には110kgあったという）に失望したという。3日後、セント・ジェームズ宮殿で結婚式が行われたが、式にのぞんだジョージはやけくそのように酔っぱらい、弟たちに左右を支えられて立っている有様であった。
1796年1月に長女シャーロットが生まれてすぐに2人は別居した。シャーロット王女は王家が養育し、母キャロラインから引き離された。1806年にキャロラインが不倫の子を産んだという噂が立てられ、シャーロット王女への面会が制限された。キャロラインの不貞を調査した『ザ・ブック』がトーリー党によってまとめられ、これがキャロライン側についたホイッグ党によりのちに公開されると、ジョージ4世の乱交ぶりが明らかとなり、キャロラインに国民の同情が集まった。
娘と会うのをジョージに妨害され、孤独の生活に追いやられた被害者というイメージをホイッグ党の手腕で強く国民に印象付けたキャロラインは、議会から年金を得て、1814年から大陸諸国への旅行を許されて出国し、外国暮らしを始めた。エルサレムで聖キャロライン騎士団を設立、愛人のバルトロメーオ・ペルガーミ（Bartolomeo Pergami）を総長に任命した。
1816年、シャーロット王女がザクセン＝コーブルク＝ザールフェルト公家の末子レオポルト（後に初代ベルギー国王レオポルド1世となる）と結婚したが、翌1817年に男子を死産して間もなく死去した。自分と暮らしたことのない娘であったが、その死に目にも会えなかった。
1820年1月、国王に即位したジョージ4世は、法的には今や王妃であるキャロラインとの離婚を考えた。英国法により離婚はどちらかの不貞の立証が必要だったため、王はキャロラインの不貞の証拠集めを始めた。手始めに王家の祈祷書から名前を削ろうとするが、カンタベリー大主教サットンが正当な手続きではないと猛反発した。次は、外国人と姦通したことを理由に、内閣に離婚承認案「痛みと罰法案」の成立を要求した。侍従との間に不貞を働いたという理由であったが、国王の気まぐれに従わない議会に否決された。マスコミは王妃支持の記事を書き立て、法案撤回の署名運動も起こった。怒り心頭に発した国王は、戴冠式への王妃の出席を拒否した。1821年、キャロラインは戴冠式に備えて急ぎ帰国したが、国王が手を回していたために全ての会場から閉め出された。大衆はキャロラインに同情的であったが、キャロラインの外国での奔放な生活ぶりや高額の年金を受け取ったことなどから、ジョージと同等に批判的になっていった。
1821年8月7日、ハマースミスで死去した。その急死には謎があり、病死ではなく薬を盛られたのではと噂された。遺言に基づき故国のブラウンシュヴァイクに葬られた。
死後の1838年に、キャロラインの女官だったシャーロット・バリーは自身の日記『Diary illustrative of the Times of George IV』を発表、キャロラインの離婚にまつわる記述などもあって話題となったが、王室スキャンダルを暴くものとして批判もされた。

## 関連書
- 古賀秀男『キャロライン王妃事件』（人文書院、2006年）